# Oswaldo Alanís
Oswaldo Alanís Pantoja (Morelia, 18 maart 1989) is een Mexicaans voetballer die doorgaans speelt als centrale verdediger. In januari 2024 verliet hij Hyderabad. Alanís maakte in 2012 zijn debuut in het Mexicaans voetbalelftal .

## Clubcarrière
Alanís debuteerde in het Mexicaanse profvoetbal als speler van Estudiantes Tecos. Hij speelde een seizoen in de Ascenso MX, waarna promotie behaald werd. Onder coach Miguel Herrera mocht de verdediger zijn debuut maken. In mei 2012 verliet hij Estudiantes voor regerend kampioen Santos Laguna. Voor die club speelde hij in drie jaar eenenzeventig wedstrijden, waarin hij tot één doelpunt wist te komen. In de zomer van 2015 maakte Alanís de overstap van Santos Laguna naar Guadalajara. Voor die club debuteerde hij op 3 augustus 2015, toen in eigen huis met 0–1 verloren werd van Cruz Azul. In de tiende minuut moest hij geblesseerd het veld verlaten. Alanís maakte in de zomer van 2018 transfervrij de overstap naar Getafe, waar hij zijn handtekening zette onder een verbintenis voor de duur van twee seizoenen. De technische leiding van de club besloot een maand later dat Alanís niet de juiste speler was voor het team en verscheurde het contract weer. Hierop tekende hij voor een andere Spaanse club; Real Oviedo gaf hem een contract voor twee seizoenen. Ondanks dat contract keerde Alanís na een jaar transfervrij terug naar Guadalajara. Deze club verhuurde de verdediger in januari 2020 voor twee jaar aan San Jose Earthquakes. In januari 2022 stapte Alanís over naar Mazatlán. De Mexicaan tekende in september 2023 bij Hyderabad.

## Clubstatistieken
| Seizoen | Club                   | Competitie       | Competitie | Competitie | Beker | Beker | Internationaal | Internationaal | Totaal | Totaal |
| Seizoen | Club                   | Competitie       | Wed.       | Dlp.       | Wed.  | Dlp.  | Wed.           | Dlp.           | Wed.   | Dlp.   |
| ------- | ---------------------- | ---------------- | ---------- | ---------- | ----- | ----- | -------------- | -------------- | ------ | ------ |
| 2007/08 | Estudiantes Tecos      | Ascenso MX       | 7          | 0          | —     | —     | —              | —              | 7      | 0      |
| 2008/09 | Estudiantes Tecos      | Liga MX          | 15         | 0          | —     | —     | —              | —              | 15     | 0      |
| 2009/10 | Estudiantes Tecos      | Liga MX          | 29         | 3          | 4     | 1     | 1              | 0              | 34     | 4      |
| 2010/11 | Estudiantes Tecos      | Liga MX          | 19         | 1          | —     | —     | —              | —              | 19     | 1      |
| 2011/12 | Estudiantes Tecos      | Liga MX          | 11         | 0          | —     | —     | —              | —              | 11     | 0      |
| 2012/13 | Santos Laguna          | Liga MX          | 9          | 0          | —     | —     | 3              | 0              | 12     | 0      |
| 2013/14 | Santos Laguna          | Liga MX          | 32         | 1          | 2     | 0     | 6              | 0              | 40     | 1      |
| 2014/15 | Santos Laguna          | Liga MX          | 30         | 0          | 8     | 2     | —              | —              | 38     | 2      |
| 2015/16 | Guadalajara            | Liga MX          | 10         | 0          | 4     | 1     | —              | —              | 14     | 1      |
| 2016/17 | Guadalajara            | Liga MX          | 22         | 2          | 8     | 1     | —              | —              | 30     | 3      |
| 2017/18 | Guadalajara            | Liga MX          | 19         | 2          | 1     | 0     | 8              | 2              | 28     | 4      |
| 2018/19 | Getafe                 | Primera División | —          | —          | —     | —     | —              | —              | 0      | 0      |
| 2018/19 | Real Oviedo            | Segunda División | 24         | 1          | 0     | 0     | —              | —              | 24     | 1      |
| 2019/20 | Guadalajara            | Liga MX          | 10         | 2          | 0     | 0     | 2              | 0              | 12     | 2      |
| 2020    | → San Jose Earthquakes | MLS              | 17         | 2          | 0     | 0     | —              | —              | 17     | 2      |
| 2021    | → San Jose Earthquakes | MLS              | 25         | 2          | 0     | 0     | —              | —              | 25     | 2      |
| 2021/22 | Mazatlán               | Liga MX          | 11         | 1          | 0     | 0     | —              | —              | 11     | 1      |
| 2022/23 | Mazatlán               | Liga MX          | 22         | 3          | 0     | 0     | —              | —              | 22     | 3      |
| 2023/24 | Hyderabad              | ISL              | 7          | 0          | 0     | 0     | —              | —              | 7      | 0      |
| Totaal  | Totaal                 | Totaal           | 319        | 20         | 27    | 5     | 20             | 2              | 366    | 27     |

Bijgewerkt op 29 april 2025.

## Interlandcarrière
Alanís werd in 2011 opgeroepen voor de selectie van het Mexicaans voetbalelftal  voor de Copa América. Op het toernooi kwam hij echter niet in actie. In september 2014 werd de verdediger opnieuw opgeroepen. Miguel Herrera, de coach die Alanís zijn debuut liet maken bij Estudiantes Tecos, liet hem tegen Chili (0–0) in de basis starten. Hij mocht het hele duel meespelen. Op 10 oktober van datzelfde jaar maakte Alanís zijn eerste doelpunt in het nationale team. Tegen Honduras opende Javier Hernández in de tweeëntwintigste minuut de score. Vijftien minuten later verdubbelde de centrumverdediger de score. Het bleef hierna bij 2–0.
| Interlands van Oswaldo Alanís voor Mexico | Interlands van Oswaldo Alanís voor Mexico | Interlands van Oswaldo Alanís voor Mexico | Interlands van Oswaldo Alanís voor Mexico | Interlands van Oswaldo Alanís voor Mexico | Interlands van Oswaldo Alanís voor Mexico |
| №                                         | Datum                                     | Wedstrijd                                 | Uitslag                                   | Competitie                                | Goals                                     |
| Als speler bij Santos Laguna              | Als speler bij Santos Laguna              | Als speler bij Santos Laguna              | Als speler bij Santos Laguna              | Als speler bij Santos Laguna              | Als speler bij Santos Laguna              |
| ----------------------------------------- | ----------------------------------------- | ----------------------------------------- | ----------------------------------------- | ----------------------------------------- | ----------------------------------------- |
| 1                                         | 7 september 2014                          | Chili – Mexico                            | 0 – 0                                     | Vriendschappelijk                         |                                           |
| 2                                         | 10 september 2014                         | Bolivia – Mexico                          | 0 – 1                                     | Vriendschappelijk                         |                                           |
| 3                                         | 10 oktober 2014                           | Mexico – Honduras                         | 2 – 0                                     | Vriendschappelijk                         | 37'                                       |
| 4                                         | 12 november 2014                          | Nederland – Mexico                        | 2 – 3                                     | Vriendschappelijk                         |                                           |
| 5                                         | 1 april 2015                              | Mexico – Paraguay                         | 1 – 0                                     | Vriendschappelijk                         |                                           |
| 6                                         | 16 april 2015                             | Verenigde Staten – Mexico                 | 2 – 0                                     | Vriendschappelijk                         |                                           |
| Als speler bij Guadalajara                |                                           |                                           |                                           |                                           |                                           |
| 7                                         | 20 juli 2015                              | Mexico – Costa Rica                       | 1 – 0                                     | Gold Cup 2015                             |                                           |
| 8                                         | 23 juli 2015                              | Panama – Mexico                           | 1 – 2                                     | Gold Cup 2015                             |                                           |
| 9                                         | 27 juli 2015                              | Jamaica – Mexico                          | 1 – 3                                     | Gold Cup 2015                             |                                           |
| 10                                        | 5 september 2015                          | Trinidad en Tobago – Mexico               | 3 – 3                                     | Vriendschappelijk                         |                                           |
| 11                                        | 9 september 2015                          | Argentinië – Mexico                       | 2 – 2                                     | Vriendschappelijk                         |                                           |
| 12                                        | 17 november 2015                          | Honduras – Mexico                         | 0 – 2                                     | WK 2018 kwalificatie                      |                                           |
| 13                                        | 8 februari 2017                           | Mexico – IJsland                          | 1 – 0                                     | Vriendschappelijk                         |                                           |
| 14                                        | 1 juni 2017                               | Mexico – Ierland                          | 3 – 1                                     | Vriendschappelijk                         |                                           |
| 15                                        | 8 juni 2017                               | Mexico – Honduras                         | 3 – 0                                     | WK 2018 kwalificatie                      | 35'                                       |
| 16                                        | 11 juni 2017                              | Mexico – Verenigde Staten                 | 1 – 1                                     | WK 2018 kwalificatie                      |                                           |
| 17                                        | 21 juni 2017                              | Mexico – Nieuw-Zeeland                    | 2 – 1                                     | Confederations Cup 2017                   |                                           |
| 18                                        | 24 juni 2017                              | Rusland – Mexico                          | 1 – 2                                     | Confederations Cup 2017                   |                                           |
| 19                                        | 29 juni 2017                              | Duitsland – Mexico                        | 4 – 1                                     | Confederations Cup 2017                   |                                           |
| 20                                        | 10 oktober 2017                           | Honduras – Mexico                         | 3 – 2                                     | WK 2018 kwalificatie                      |                                           |
| 21                                        | 31 januari 2018                           | Mexico – Bosnië en Herzegovina            | 1 – 0                                     | Vriendschappelijk                         |                                           |
| 22                                        | 28 mei 2018                               | Mexico – Wales                            | 0 – 0                                     | Vriendschappelijk                         |                                           |
| Als speler bij Real Oviedo                |                                           |                                           |                                           |                                           |                                           |
| 23                                        | 11 september 2018                         | Verenigde Staten – Mexico                 | 1 – 0                                     | Vriendschappelijk                         |                                           |

Bijgewerkt op 29 april 2025.

## Erelijst
| Competitie    |               |                  |               |               |
| Competitie    | Aantal        | Jaren            |               |               |
| Santos Laguna | Santos Laguna | Santos Laguna    | Santos Laguna | Santos Laguna |
| ------------- | ------------- | ---------------- | ------------- | ------------- |
| Liga MX       | 1             | 2014/15          |               |               |
| Guadalajara   |               |                  |               |               |
| Liga MX       | 1             | 2016/17 Clausura |               |               |
| Mexico        |               |                  |               |               |
| Gold Cup      | 1             | 2015             |               |               |